# Wharton Field House
Wharton Field House es un pabellón polideportivo situado en la ciudad de Moline, Illinois. Fue la sede de los Tri-Cities Blackhawks de la NBA desde la temporada 1946-47 hasta la temporada 1950-51.

## Historia
El Wharton Field House fue construido en 1928 por los impulsores de la escuela secundaria de Moline. Además de ser usado para las actividades escolares, entre 1946 y 1951 albergó los partidos de la franquicia de los Tri-Cities Blackhawks, actuales Atlanta Hawks, y años más tarde fue la sede de otro equipo profesional, los Quad City Thunder de la CBA, que disputaron sus partidos entre 1987 y 1993.